# Webley Self-Loading Pistol
A Webley Self-Loading Pistol era uma pistola semiautomática alimentada por carregador. A arma foi projetada em 1910 pela empresa Webley & Scott. A Mk. 1 entrou para o serviço policial em 1911 em um modelo em .32 ACP para a Polícia Metropolitana de Londres. A versão em .455 foi adotada pela Marinha Real Britânica em 1912 como a primeira pistola semiautomática em serviço britânico. A pistola também foi adotada pela Artilharia Montada Real e pelo Real Corpo Aéreo. Sua antecessora foi a malsucedida Mars Automatic Pistol.

## Serviço
Elas foram emitidas para pilotos do Serviço Aéreo Naval Real. Embora lançadas principalmente como armas secundárias, havia alguma intenção de que fossem usadas para atirar em outros aviões.

## Problemas
O cartucho de cordite original da pistola deixava muitos resíduos no cano, causando emperramento frequente. Isso foi resolvido em 1914 com nitrocelulose em vez de cordite no cartucho .455. Este novo cartucho para a Mk.1 foi chamado de Mark Iz.
Se a Webley tivesse investido em mais pesquisa e desenvolvimento de sua pistola e munição e novas tecnologias, o resultado teria sido uma arma de fogo melhor produzida mais rapidamente. Particularmente dada a crescente adoção da pistola semiautomática por forças armadas estrangeiras e os extensos dados de teste e desenvolvimento disponíveis de esforços anteriores de outras fabricantes.

## Melhorias e variações
Os primeiros modelos da Mk. 1 tinha a segurança no lado esquerdo do cão. Isso foi posteriormente movido para o lado esquerdo do quadro, onde poderia travar o slide. As versões de serviço também foram equipadas com uma trava de segurança.